# Oktjabr'skij rajon (Oblast' di Rostov)
L'Oktjabr'skij rajon (in russo Октябрьский район?) è un rajon dell'Oblast' di Rostov, nella Russia europea, il cui capoluogo è Kamenolomni. Istituito nel 1938, ricopre una superficie di 1.998,7 chilometri quadrati e nel 2010 ospitava una popolazione di circa 72.500 abitanti.